# Encephalartos natalensis
Az Encephalartos natalensis a cikászok (Cycadophyta törzsében a bunkóspálmafélék (Zamiaceae) családjába sorolt Encephalartos nemzetség egyik faja. Nevét a Dél-afrikai Köztársaság Natal tartományáról kapta.

## Származása, elterjedése
Dél-Afrikában, ezen belül a Dél-afrikai Köztársaság KwaZulu-Natal (és kis részben Kelet-Fokföld) tartományában, az Indiai-óceán partvidékén Szváziföld határától dél felé nyúló sávban endemikus; ezen a termőhelyen közönséges.

## Megjelenése, felépítése
25–40 cm átmérőjű törzse mintegy 6 m magasra nő, ezzel az egyik legnagyobb termetű cikász.
Párosan szárnyalt, fényeszöld–mélyzöld, sima felületű levelei 150–300 cm hosszúak, levélkéi V alakban (egymással 150–180°-os szöget bezárva) állnak; a tőhöz közeliek levéltövissé redukálódtak. Az egyenes levélnyelet 6–12 tüske védi. A levélalapon nincs gallér. A tojás alakú, egymást át nem fedő, 15–25 cm hosszú és 2,5–4 cm széles levélkék vége erősen kifakul.
Hímivarú tobozai sárgák, oválisak, 45–50 cm hosszúak, átmérőjük 10–12 cm. Egy-egy tövön egy-öt hímivarú tobozt hoz. A nőivarú példányok ugyancsak egy-öt toboza valamivel nagyobb: 50–60 cm hosszú, átmérőjük 25–30 cm. Pikkelyei mélyen barázdáltak.
Hosszúkás, vöröses termései 25–30 mm hosszúak, átmérőjük 16–18 mm.

## Életmódja, termőhelye
Köves hegyoldalakon és sziklákon nő. Kétlaki.